# Karl Knies
Karl Gustav Adolf Knies, né le 29 mars 1821 à Marbourg, mort le 3 août 1898 à Heidelberg est un économiste allemand considéré comme un des pères de la « vieille » école historique allemande. Professeur d'économie et de finances à l'université de Heidelberg, Max Weber lui succède en 1896.